# マンダリンヒーロー
マンダリンヒーロー（欧字名:Mandarin Hero、2020年3月20日 - ）は、日本の競走馬。地方競馬場の所属馬ながら2023年のサンタアニタダービーに遠征し、2着に入線した。主な勝ち鞍は2022年のハイセイコー記念（SI）。

## 経歴

### デビュー前
2020年3月20日、北海道新ひだか町の平野牧場で生まれる。2021年の北海道サマーセール1歳市場にて1100万円（税別）で取引され、その後大井競馬の藤田輝信厩舎に入厩した。

### 2歳（2022年）
6月9日大井ダート1200mの新馬戦に1番人気で出走。レースでは中団追走から直線で鋭く脚を伸ばして先頭に立つと、後続に9馬身差をつけデビュー戦を飾る。2戦目となった6月29日大井ダート1400mの2歳60万上では道中好位追走から楽に抜け出し3馬身半差で快勝すると、夏の休養を挟み、10月6日大井の2歳155万上でも勝利を収め3連勝とする。
重賞初挑戦となった11月16日のハイセイコー記念では向正面でポジションを上げると最後の直線で逃げ粘るポリゴンウェイヴをゴール前でクビ差捕え、重賞初制覇を果たした。

### 3歳（2023年）
2月9日の雲取賞で始動。道中3・4番手追走から直線で懸命に追い上げてくるも、早めに抜け出したヒーローコールを捕え切れず2着となり、初黒星を喫した。
これにより、2022・23年サンタアニタダービーポイントの規定をクリアし、3月6日に特別区競馬組合が同馬がサンタアニタダービーに出走することを発表した。3月29日に成田空港を出発し、翌30日アメリカに到着。なお、鞍上にはカナダを拠点とする日本人騎手の木村和士とのコンビで挑むことになった。4月8日（現地時間）に行われたサンタアニタダービーでは中団から追走し、第3コーナーから仕掛けて1番人気のプラクティカルムーブ（Practical Move）との叩き合いになるも、わずかにハナ差及ばず2着に敗れた。この結果を受けて関係者での協議の結果、アメリカクラシック三冠レースの初戦であるケンタッキーダービーを目指すこととなった。
5月6日（現地時間）のケンタッキーダービーではフルゲート20頭であり、当初は出走選考順位22番目だったマンダリンヒーローは補欠馬で出走は難しいとされたが、出走予定馬から出走取消馬・回避馬が発生したことから、繰り上げで出走枠内に入ることができ、日本の地方競馬所属馬が同レース創設以来初めてとなるケンタッキーダービーへの出走が実現した。引き続き木村とのコンビでレースに臨んだが、結果は12着だった。レース後は残りのアメリカクラシック三冠レースであるプリークネスステークス、ベルモントステークスには出走せず帰国。
帰国後はジャパンダートダービーを目標としていたがこれを回避。黒潮盃・戸塚記念は共にヒーローコールの2着、ダービーグランプリはミックファイアの2着と勝ちきれないレースが続いた。
NARグランプリ2023では、地方所属馬初のケンタッキーダービー出走やサンタアニタダービーでの好走が評価されて特別表彰馬に選出。また、この快挙を支えたことを評価された陣営が『チーム・マンダリンヒーロー』として特別賞を受賞した。

### 4歳（2024年）
2024年2月12日、佐賀競馬場で行われた佐賀記念に吉原寛人騎乗で出走したが10着と惨敗。

## 競走成績
以下の内容は、JBISサーチ、netkeiba.comおよびEquibaseの情報に基づく。
| 競走日     | 競馬場    | 競走名               | 格     | 距離 （馬場） | 頭 数 | 枠 番 | 馬 番 | オッズ （人気） | 着順 | タイム （上り3F） | 着差           | 騎手        | 斤量 [kg] | 1着馬（2着馬）         | 馬体重 [kg] |
| ---------- | --------- | -------------------- | ------ | ------------- | ----- | ----- | ----- | --------------- | ---- | ----------------- | -------------- | ----------- | --------- | ---------------------- | ----------- |
| 2022.06.09 | 大井      | 2歳新馬              |        | ダ1200m（重） | 8     | 2     | 2     | 003.30（1人）   | 01着 | R1:15.4（38.2）   | -1.8           | 0矢野貴之   | 54        | （ベリーズフレイバー） | 472         |
| 0000.06.29 | 大井      | 2歳60万上            |        | ダ1400m（良） | 8     | 3     | 3     | 001.70（1人）   | 01着 | R1:28.6（38.2）   | -0.7           | 0矢野貴之   | 54        | （ササキンダリア）     | 471         |
| 0000.10.06 | 大井      | 2歳155.5万上         |        | ダ1600m（重） | 10    | 2     | 2     | 001.50（1人）   | 01着 | R1:42.9（37.8）   | -0.2           | 0矢野貴之   | 56        | （リコールガー）       | 485         |
| 0000.11.16 | 大井      | ハイセイコー記念     | SI     | ダ1600m（良） | 10    | 8     | 9     | 004.60（3人）   | 01着 | R1:41.7（38.0）   | -0.1           | 0矢野貴之   | 55        | （ポリゴンウェイヴ）   | 488         |
| 2023.02.23 | 大井      | 雲取賞               | SIII   | ダ1800m（良） | 10    | 2     | 2     | 003.20（2人）   | 02着 | R1:54.6（37.5）   | -0.2           | 0矢野貴之   | 57        | ヒーローコール         | 496         |
| 0000.04.08 | SAパーク  | サンタアニタダービー | G1     | ダ9F（Fs）    | 9     | 4     | 8     | 009.10（4人）   | 02着 | R                 | （ハナ）       | 0木村和士   | 56        | Practical Move         | 478         |
| 0000.05.06 | Cダウンズ | KYダービー           | G1     | ダ10F（Fs）   | 18    | 17    | 22    | 018.50（9人）   | 12着 | R                 | （20馬身 1/4） | 0木村和士   | 57        | Mage                   | 計不        |
| 0000.08.16 | 大井      | 黒潮盃               | SII    | ダ1800m（不） | 14    | 2     | 2     | 002.20（1人）   | 02着 | R1:52.4（37.2）   | -0.3           | 0R.クアトロ | 56        | ヒーローコール         | 492         |
| 0000.09.14 | 川崎      | 戸塚記念             | SI     | ダ2100m（良） | 12    | 6     | 8     | 004.90（3人）   | 02着 | R2:17.9（39.3）   | -1.3           | 0安藤洋一   | 56        | ヒーローコール         | 483         |
| 0000.10.01 | 盛岡      | ダービーグランプリ   | M1     | ダ2000m（不） | 7     | 6     | 6     | 010.20（3人）   | 02着 | R2:03.2（36.8）   | -0.2           | 0吉原寛人   | 56        | ミックファイア         | 484         |
| 2024.02.12 | 佐賀      | 佐賀記念             | JpnIII | ダ2000m（稍） | 12    | 1     | 1     | 019.60（5人）   | 10着 | R2:12.9（42.6）   | -4.7           | 0吉原寛人   | 55        | ノットゥルノ           | 492         |
| 0000.03.19 | 大井      | 隅田川OP             | OP     | ダ1600m（良） | 15    | 2     | 3     | 001.90（1人）   | 02着 | R1:42.0（39.1）   | -0.3           | 0御神本訓史 | 57        | ゴダイリキ             | 495         |
| 0000.04.09 | 大井      | ブリリアントC        | SIII   | ダ1800m（不） | 13    | 6     | 8     | 008.40（4人）   | 04着 | R1:56.6（40.1）   | -1.1           | 0御神本訓史 | 57        | サヨノネイチヤ         | 495         |
| 0000.07.07 | 盛岡      | せきれい賞           | M2     | ダ2000m（不） | 14    | 2     | 2     | 001.20（4人）   | 02着 | R2:05.0（37.0）   | -0.2           | 0御神本訓史 | 57        | ライアン               | 487         |
| 0000.09.06 | 川崎      | 多摩OP               | OP     | ダ2000m（良） | 12    | 7     | 10    | 002.10（1人）   | 03着 | R2:13.9（39.8）   | -1.2           | 0矢野貴之   | 57        | リッキーザキング       | 491         |
| 0000.10.16 | 大井      | マイルGP             | SII    | ダ1600m（良） | 16    | 3     | 5     | 033.50（9人）   | 11着 | R1:41.9（39.4）   | -1.0           | 0安藤洋一   | 56        | スマイルウィ           | 498         |
| 0000.11.21 | 名古屋    | 東海菊花賞           | SPI    | ダ2000m（良） | 12    | 6     | 8     | 004.30（3人）   | 03着 | R2:10.5（39.8）   | -0.8           | 0岡部誠     | 57        | ラジカルバローズ       | 491         |
| 2025.05.21 | 大井      | 大井記念             | SI     | ダ2000m（稍） | 15    | 3     | 5     | 111.7（10人）   | 13着 | R2:08.7（40.8）   | -4.3           | 0野畑凌     | 57        | ライトウォーリア       | 499         |
| 0000.06.19 | 川崎      | 中原OP               | OP     | ダ2000m（良） | 14    | 8     | 13    | 061.40（9人）   | 08着 | R2:12.6（39.9）   | -3.6           | 0鷹見陸     | 55        | グロリアムンディ       | 487         |
| 0000.07.12 | 大井      | サンタアニタT        | SIII   | ダ1600m（不） | 13    | 5     | 7     | 073.2（10人）   | 08着 | R1:41.6（37.9）   | -1.8           | 0野畑凌     | 57        | ランリョウオー         | 486         |

- 海外の競走の「枠番」欄にはゲート番を記載
- 海外のオッズ・人気は現地主催者発表のもの（日本式のオッズ表記とした）
- 競走成績は2025年7月16日現在

## 血統表
| マンダリンヒーローの血統                        | マンダリンヒーローの血統                | マンダリンヒーローの血統                | （血統表の出典）                        | （血統表の出典） |
| 父系                                            | Storm Bird系                            | Storm Bird系                            | Storm Bird系                            | [ § 2 ]          |
| 父 *シャンハイボビー Shanghai Bobby 2010 黒鹿毛 | 父の父Harlan's Holiday 1999 鹿毛        | Harlan                                  | Storm Cat                               | Storm Cat        |
| 父 *シャンハイボビー Shanghai Bobby 2010 黒鹿毛 | 父の父Harlan's Holiday 1999 鹿毛        | Harlan                                  | Country Romance                         |                  |
| 父 *シャンハイボビー Shanghai Bobby 2010 黒鹿毛 | 父の父Harlan's Holiday 1999 鹿毛        | Christmas in Aiken                      | Affirmed                                | Affirmed         |
| 父 *シャンハイボビー Shanghai Bobby 2010 黒鹿毛 | 父の父Harlan's Holiday 1999 鹿毛        | Christmas in Aiken                      | Dowager                                 |                  |
| 父 *シャンハイボビー Shanghai Bobby 2010 黒鹿毛 | 父の母Steelin' 2004 黒鹿毛              | Orientate                               | Mt. Livermore                           | Mt. Livermore    |
| 父 *シャンハイボビー Shanghai Bobby 2010 黒鹿毛 | 父の母Steelin' 2004 黒鹿毛              | Orientate                               | Dream Team                              |                  |
| 父 *シャンハイボビー Shanghai Bobby 2010 黒鹿毛 | 父の母Steelin' 2004 黒鹿毛              | Steel Band                              | Carson City                             | Carson City      |
| 父 *シャンハイボビー Shanghai Bobby 2010 黒鹿毛 | 父の母Steelin' 2004 黒鹿毛              | Steel Band                              | *ウェディングバンド                     |                  |
| 母 ナムラナデシコ 2009 鹿毛                     | 母の父フジキセキ 1992 青鹿毛            | *サンデーサイレンス                     | Halo                                    | Halo             |
| 母 ナムラナデシコ 2009 鹿毛                     | 母の父フジキセキ 1992 青鹿毛            | *サンデーサイレンス                     | Wishing Well                            |                  |
| 母 ナムラナデシコ 2009 鹿毛                     | 母の父フジキセキ 1992 青鹿毛            | *ミルレーサー                           | Le Fabuleux                             | Le Fabuleux      |
| 母 ナムラナデシコ 2009 鹿毛                     | 母の父フジキセキ 1992 青鹿毛            | *ミルレーサー                           | Marston's Mill                          |                  |
| 母 ナムラナデシコ 2009 鹿毛                     | 母の母*タイキミステリー 1993 黒鹿毛     | Green Forest                            | Shecky Greene                           | Shecky Greene    |
| 母 ナムラナデシコ 2009 鹿毛                     | 母の母*タイキミステリー 1993 黒鹿毛     | Green Forest                            | Tell Meno Lies                          |                  |
| 母 ナムラナデシコ 2009 鹿毛                     | 母の母*タイキミステリー 1993 黒鹿毛     | Certain Secret                          | Known Fact                              | Known Fact       |
| 母 ナムラナデシコ 2009 鹿毛                     | 母の母*タイキミステリー 1993 黒鹿毛     | Certain Secret                          | *フリーズザシークレット                 |                  |
| 母系(F-No.)                                     | Emma系(FN:F2-d)                         | Emma系(FN:F2-d)                         | Emma系(FN:F2-d)                         | [ § 3 ]          |
| 5代内の近親交配                                 | Halo 5×4 = 9.38% In Reality 5×5 = 6.25% | Halo 5×4 = 9.38% In Reality 5×5 = 6.25% | Halo 5×4 = 9.38% In Reality 5×5 = 6.25% | [ § 4 ]          |
| 出典                                            | 1. 2. 3. 4.                             | 1. 2. 3. 4.                             | 1. 2. 3. 4.                             | 1. 2. 3. 4.      |

- 主な近親に2009年のシルクロードステークス優勝馬アーバンストリート、2011年の北九州記念優勝馬トウカイミステリー。